# Rubinstein
Rubinstein ist ein deutscher und jüdischer Familienname.

## Namensträger
- Adolfo Rubinstein (* 1958), argentinischer Gesundheitsminister (seit 2017)
- Akiba Rubinstein (1880–1961), polnischer Schachspieler
- Alexander N. Rubinstein, eigentlicher Name von Alexander Stein (Journalist) (1881–1948), russischer Journalist
- Alexander Petrowitsch Rubinstein, eigentlicher Name von Alexander Stein (Schriftsteller) (1906–1993), russischer Schriftsteller
- Amnon Rubinstein (1931–2024), israelischer Politiker
- Anton Grigorjewitsch Rubinstein (1829–1894), russischer Komponist, Pianist und Dirigent
- Ariel Rubinstein (* 1951), israelischer Wirtschaftstheoretiker
- Arthur B. Rubinstein (1938–2018), US-amerikanischer Filmkomponist
- Artur Rubinstein (Arthur Rubinstein; 1887–1982), polnischer Pianist
- Dimitri Leonowitsch Rubinstein (1876–1937), russischer Bankier
- Eljakim Rubinstein (* 1947), israelischer Richter und Diplomat
- Gillian Rubinstein (* 1942), englische Autorin
- Gretty Rubinstein (1947–2001), Malerin, Grafikerin und Illustratorin
- Helena Rubinstein (1872–1965), polnisch-amerikanische Kosmetikunternehmerin
- Hilde Rubinstein (1904–1997), deutsche Malerin und Dichterin
- Ida Lwowna Rubinstein (1885–1960), russische Tänzerin, Schauspielerin und Choreografin
- J. Hyam Rubinstein (Joachim Hyam Rubinstein; * 1948), australischer Mathematiker
- Jewgenija Samoilowna Rubinstein (1891–1981), russische bzw. sowjetische Klimatologin und Hochschullehrerin
- Joe Rubinstein (* 1958), US-amerikanischer Comiczeichner
- John Rubinstein (* 1946), US-amerikanischer Schauspieler und Filmkomponist
- Joseph Rubinstein (1847–1884), russischer Pianist
- Julian Rubinstein (* 1968), US-amerikanischer Journalist und Autor
- Lew Semjonowitsch Rubinstein (1947–2024), russischer Dichter und Essayist
- Lucien J. Rubinstein (1924–1990), US-amerikanischer Neuropathologe
- Mark Rubinstein (1944–2019), US-amerikanischer Wirtschaftswissenschaftler
- Modest Iossifowitsch Rubinstein (1889–1969), sowjetischer Ökonom
- Nicolai Rubinstein (1911–2002), deutscher Historiker
- Nikolai Grigorjewitsch Rubinstein (1835–1881), russischer Pianist und Komponist
- Nina Rubinstein (1908–1996), US-amerikanische Soziologin und Übersetzerin
- Renate Rubinstein (1929–1990), deutsch-niederländische Schriftstellerin und Kolumnistin
- Roman Rubinstein (1917–1999), deutscher Redakteur und Widerstandskämpfer
- Ronen Rubinstein (* 1993), israelischer Schauspieler, Drehbuchautor und Regisseur
- Sergei Leonidowitsch Rubinstein (1889–1960), russischer Psychologe
- Simon Rubinstein (um 1910–1942), österreichischer Schachmeister
- Susanna Rubinstein (1847–1914), österreichische Psychologin
- Sylvin Rubinstein (1914–2011), polnischer Tänzer
- Ulla Rubinstein († 2013), dänische Richterin
- Yaakov Rubinstein, israelischer Geiger
- Yael Rubinstein, israelische Diplomatin
- Zelda Rubinstein (1933–2010), US-amerikanische Schauspielerin